# Christine Cabasset
Christine Cabasset ou Christine Cabasset-Semedo, née en 1962, est une géographe française spécialiste de l'Indonésie et du Timor oriental. Ses travaux portent sur le développement du tourisme en Indonésie avant de s'intéresser aux évolutions géopolitiques au Timor Oriental.

## Biographie
Chrisine Cabasset naît en 1962. Elle soutient son doctorat à l'université Paris 4 en 2000 avec pour thème « Indonésie, le tourisme au service de l'unité nationale ? : la mise en scène touristique de la nation ». Après avoir travaillé un temps pour Terres d'aventure, elle est géographe pour plusieurs institutions. Elle est chercheuse associée à l'Institut de recherche sur l'Asie du Sud-Est contemporain et au Centre Asie du Sud-Est.

## Travaux
Christine Cabasset est spécialiste de l'Indonésie et du Timor oriental,,,,.

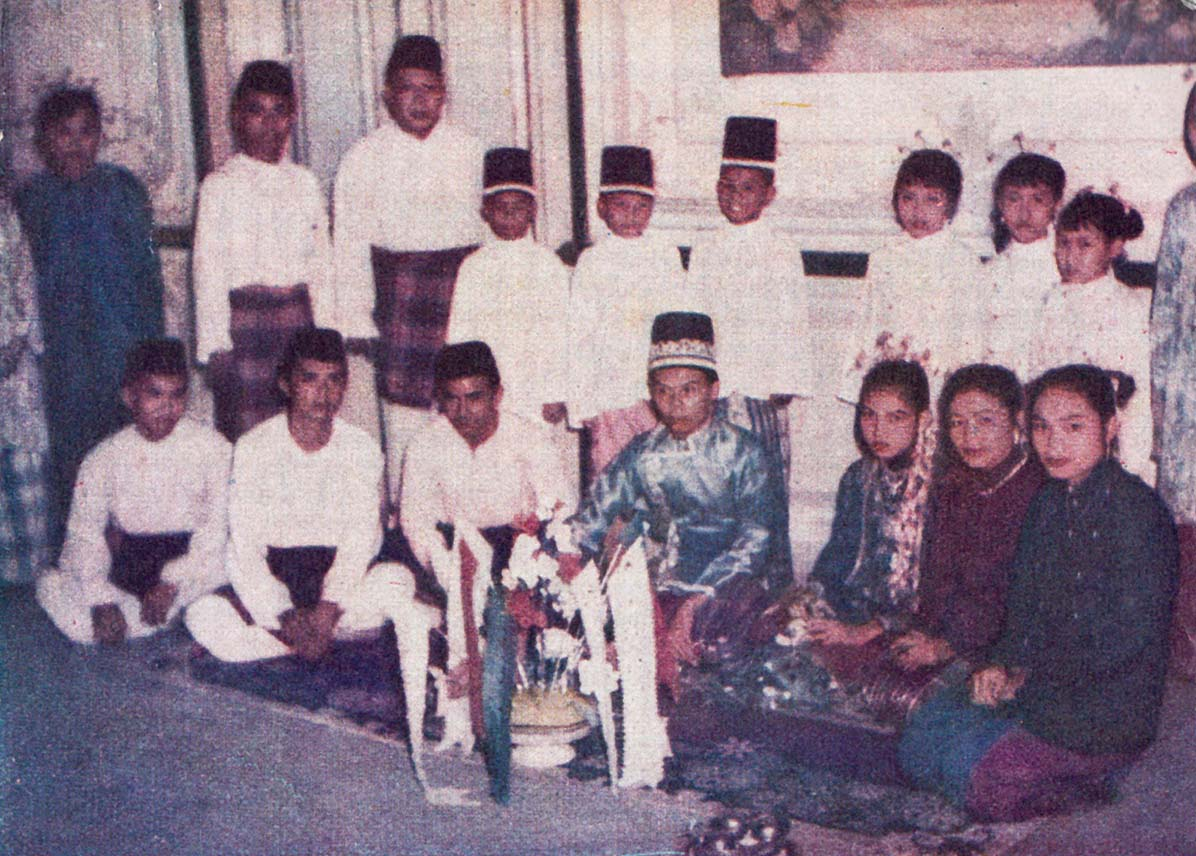
Mariage achinais en 1960, groupe ethnique minoritaire en Indonésie

Lors de sa thèse, elle traite du tourisme en Indonésie. Elle s'intéresse à la mise en avant de certains groupes ethniques auprès des touristes, certains faisant l'objet d'un « intérêt touristique », grâce au travail des services publics touristiques ou par la mise en avant dans des articles, ces ethnies étant reconnues comme un des visages de l'Indonésie,. Ce processus se fait aux dépens d'autres qui sont exclus et donc marqués politiquement comme ne représentant pas le pays,. Elle montre également que le tourisme se réalise surtout à l'intérieur du pays (« tourisme domestique »), puis au niveau régional, participant aux travaux remettant en cause l'idée occidentale d'un tourisme en premier international. Ce processus, qui se caractérise aussi par une reprise des pratiques touristiques en les adaptant aux pratiques locales, participe selon elle à une « transition touristique ».

Manifestation à Bangkok en Thaïlande le 18 juillet 2020 contre le premier ministre Prayut Chan-o-cha et les réformes de la monarchie.

Christine Cabasset s'intéresse ensuite de manière plus large aux évolutions géopolitiques en Asie du Sud-Est. Elle analyse les débuts de la coopération dans l'ASEAN. En poste à Bangkok lors des manifestations, elle explicite les évolutions politiques en Thaïlande,,. Elle montre les modes d'actions de la jeunesse lors des manifestations, reprises d'autres pays d'Asie, face au gouvernement,.
Elle s'intéresse à la construction du Timor oriental, son évolution historique et géographique avec les déplacements de populations liées à son développement,. Elle étudie ses relations avec la Chine, pays auprès de qui le pays est endetté et qui a offert la construction du palais présidentiel, du Ministère des affaires étrangères et le bâtiment où logent le Ministère de la défense et le Quartier général des forces armées.
Elle co-dirige plusieurs ouvrages de synthèse qui présentent chaque année les évolutions et enjeux géographiques en Asie du Sud-Est. L'expertise de Christine Cabasset est également sollicitée par Courrier international, Radio France, RFI et plusieurs réseaux nationaux de France 24.

## Publications

### Ouvrages
- Christine Cabasset et Jérôme Samuel, L'Asie du Sud-Est 2022 : bilan, enjeux et perspectives, 2022 (ISBN 978-2-35596-073-4 et 2-35596-073-9, OCLC 1344262222, lire en ligne), ouvrage mis à jour chaque année et qu'elle co-dirige depuis 2019[29]
- Christine Cabasset-Semedo et Frédéric Durand, East-Timor : how to build a new nation in Southeast Asia in the 21st century?, IRASEC, 2009 (OCLC 436232701, lire en ligne)
- Benjamin de Araújo e Corte-Real, Christine Cabasset et Frédéric Durand, Timor-Leste contemporain : l'émergence d'une nation, 2014 (ISBN 2-84654-364-X et 978-2-84654-364-4, OCLC 880824156, lire en ligne)

### Articles
- Christine Cabasset-Semedo, Emmanuelle Peyvel, Isabelle Sacareau et Benjamin Taunay, « De la visibilité à la lisibilité : le tourisme domestique en Asie », Espace populations sociétés. Space populations societies, nos 2010/2-3,‎ 31 décembre 2010, p. 221–235 (ISSN 0755-7809, DOI 10.4000/eps.4118, lire en ligne, consulté le 11 novembre 2022)
- Christine Cabasset, « Les exercices de gestion des catastrophes dans l’ASEAN: », Hérodote, vol. N° 176, no 1,‎ 4 mars 2020, p. 113–124 (ISSN 0338-487X, DOI 10.3917/her.176.0113, lire en ligne, consulté le 11 novembre 2022)
- Christine Cabasset, Jean Couteau et Michel Picard, « La poldérisation de la baie de Benoa à Bali : vers un nouveau puputan ? », Archipel. Études interdisciplinaires sur le monde insulindien, no 93,‎ 6 juin 2017, p. 231–234 (ISSN 0044-8613, DOI 10.4000/archipel.412, lire en ligne, consulté le 11 novembre 2022)
- Christine Cabasset, « Le rôle de la Chine dans l’intérêt accru des forces armées indonésiennes pour la sécurité régionale », Monde chinois, vol. 54, no 2,‎ 2018, p. 78 (ISSN 1767-3755 et 2271-1929, DOI 10.3917/mochi.054.0078, lire en ligne, consulté le 11 novembre 2022)
- Christine Cabasset, « Timor-Leste (Timor oriental): », dans Images économiques du monde 2019, Armand Colin, 5 septembre 2018 (ISBN 978-2-200-62329-6, DOI 10.3917/arco.bost.2018.01.0310, lire en ligne), p. 310–311